# Habrotrocha novemdens
Habrotrocha novemdens är en hjuldjursart som beskrevs av De Koning 1947. Habrotrocha novemdens ingår i släktet Habrotrocha och familjen Habrotrochidae. Inga underarter finns listade i Catalogue of Life.